# Pien-Toijolan talomuseo
Il Pien-Toijolan talomuseo è un museo finlandese situato a circa 20 km dalla cittadina di Ristiina. È collocato in un'antica tenuta del 1672 e composto da oltre 20 case antiche.